# Blood (single)
Blood is de eerste single van het debuutalbum The Back Room (2005) van de Britse indierockband Editors. Het nummer kwam uit op 11 juli 2005.

## Nummers

### Cd
1. "Blood"
2. "Let Your Good Heart Lead You Home"

### Maxi-cd
1. "Blood"
2. "Heads In Bags"
3. "Blood" (The Freelance Hellraiser editorial)

### Vinyl 7"
1. "Blood"
2. "Forest Fire"